# Zarranz
Zarranz (Zarrantz en euskera y de forma oficial) es una localidad española y un concejo de la Comunidad Foral de Navarra perteneciente al municipio de Imoz. 
Está situado en la Merindad de Pamplona, en la comarca de Ultzamaldea, en el valle de Imoz y a 27,5 km de la capital de la comunidad, Pamplona. Tiene una población de 14 habitantes (INE 2014), una superficie de 3,51 km² y una densidad de población de 3,99 hab/km².

## Geografía física

### Situación
La localidad de Zarranz está situada en la parte Sur del municipio de Imoz . Su término concejil tiene una superficie de 3,51 km² y limita al norte con Oscoz; al este con Músquiz; al sur con Cía y Aguinaga y al oeste con Eraso.
|              | Norte: Oscoz        |               |
| Oeste: Eraso |                     | Este: Músquiz |
|              | Sur: Cía y Aguinaga |               |

## Demografía

### Evolución de la población
| Gráfica de evolución demográfica de Zarranz entre 2000 y 2010 |
|                                                               |
| Datos según el nomenclátor publicado por el INE.              |